# Козелец курчавый
Козелец курчавый (лат. Scorzonera crispa) — вид двудольных растений рода Козелец (Scorzonera) семейства Астровые (Asteraceae). Впервые описан немецко-российским ботаником Фёдором Кондратьевичем Биберштейном в 1808 году.

## Распространение и среда обитания
Известен из Казахстана и Украины (включая Крым).
Встречается на скалах.

## Ботаническое описание
Растение размером 5—20 см.
Листья черешковые, сизые, яйцевидно-ланцетной формы, кожистые.
Соцветия-корзинки с жёлтыми цветками, обвёртка голая.
Цветёт весной.